# Иустин (лансон)
«Иустин» — лансон военно-морского флота Османской империи, а затем Черноморского флота Российской империи, участник русско-турецкой войны 1787—1791 годов. В составе российского флота лансон находился с 1788 года, во время войны использовался для перевозки войск, принимал участие в прорывы в Сулинское гирло Дуная, взятии крепостей Тульча, Исакча, Браилов и Измаил, а также сражениях с турецким флотом, в том числе Мачинском. После войны использовался для плаваний по Чёрному морю, Бугу и Днепру. 

## Описание судна
Один из парусно-гребных лансонов с деревянным корпусом захваченных у турок во время русско-турецкой войны 1787—1791 годов. В последствии лансоны также строились и в российском флоте по образцу трофейных турецких судов и представляли собой небольшие одно- или двухмачтовые парусно-гребные суда, предназначавшиеся для действий против гребных судов противника, транспортировки войск, высадки десантов и содействию действиям войск на побережье. Длина лансона составляла 18,3 метра, ширина — 4,3 метра, а осадка — 1,2 метра. Сведений об артиллерийском вооружении судна не сохранилось.

## История службы

### В составе османского флота
Лансон принимал участие в русско-турецкой войне 1787—1791 годов, в кампанию 1788 года находился у Очакова в составе эскадры турецкого флота, где и был захвачен русскими войсками вместе с другими судами, включая еще 7 лансонов.

### В составе российского флота
После захвата в 1788 году все 8 лансонов под именами «Герасим», «Демьян», «Евдоким», «Захарий», «Иассон», «Иустин», «Мануил» и «Симион» были включены в Черноморский флот России, в составе которого продолжили участие в  русско-турецкой войне 1787—1791 годов.
В кампанию 1789 года в составе гребной флотилии под командованием генерал-майора И. М. де Рибаса в сентябре перешли из Днепровского лимана у устью Днестра для действий против неприятельского флота у Аккермана. Однако османские флотилии не приняв боя ушли от Аккермана и Гаджибея, а русская флотилия перешла в район Очакова на зимовку.
В кампанию 1790 года в составе той же гребной флотилии покинули Очаков и ушли к устью Дуная, где 20 (31) октября и 21 октября (1 ноября) участвовал в прорыве в Сулинское гирло Дуная, а также в сражении с турецкой флотилией. 7 (18) ноября судно принимало участие в захвате турецкой крепости Тульча, а 13 (24) ноября — крепости Исакча. Начиная с 18 (29) ноября 1790 года в составе флотилии принимал участие в блокаде и периодических бомбардировках крепости Измаил, а 11 (22) декабря также и в её штурме.
В кампанию 1791 года находился в составе флотилии с 24 марта (4 апреля) по 26 марта (6 апреля) перевозившей войска Галаца в Исакчу. 31 марта (11 апреля) 1791 года принимала участие в штурме турецкой крепости Браилов, а 28 июня (9 июля) в сражении с турецкими судами под Манчином.
После войны в кампании с 1792 по 1796 год находился в составе гребной флотилии, совершавшей плавания в акватории Чёрного моря, а также по Днепру, Бугу и лиманам.
Сведений о службе лансона после 1796 года, а также о его выводе из состава флота не сохранилось.

## Командиры лансона
Командирами лансона «Иустин» в составе Российского императорского флота в разное время служили:
- И. Н. Харламов (1796 год).

### Комментарии
1. ↑  60 фута[1].
2. ↑  14 футов[1].
3. ↑  4 фута[1].